# 定林寺 (岡山市)
定林寺（じょうりんじ）は、岡山県岡山市北区建部町鶴田にある日蓮宗の寺院。山号は鶴田山（たつださん）。旧本山は京都妙覚寺、奠師法縁(奠統会)。
旧建部町には龍渕寺、眞淨寺、妙福寺、妙泉寺、妙円寺、蓮光寺、孝徳寺、妙浄寺、成就寺等がある。

## 歴史
治承元年（1177年）、鹿ケ谷の陰謀によって流罪となった平佐行が隠棲して高蒼山で修禅し建立した曹洞宗の禅寺の西来寺を起源とする。元弘2年（1332年）、後醍醐天皇が配流先の隠岐から戻る際、大山寺を経由して西来寺で休泊した。天文年間（1532年 - 1555年）に古武道の祖竹内流道場の竹内久盛が出家し、西来寺を日蓮宗に改めて定林寺とした。

## 境内
- 本堂

## 歴代
- 日然（26世）